# His Darker Self
His Darker Self er en amerikansk stumfilm fra 1924 af John W. Noble.

## Medvirkende
- Lloyd Hamilton som Claude Sappington
- Tom Wilson som Bill Jackson
- Tom O'Malley som Eph
- Lucille La Verne som Lucy
- Irma Harrison
- Edna May Sperl
- Sally Long
- Kate Bruce
- Warren Cook